# Бойкое
Бойкое — село в Пограничном районе Приморского края России.
Входит в состав муниципального образования Пограничное городское поселение.

## История
В 20-е годы на месте села была образована коммуна, позже — два колхоза — «Волна революции» и «Коммунар». Колхоз «Волна революции» специализировался по линии животноводства, а колхоз «Коммунар» в основном занимался растениеводством. В обоих хозяйствах было развито пчеловодство.
До начала Великой Отечественной войны в село прибыли переселенцы из Черниговской и Орловской областей. Они строили глинобитные дома, расчищали и вырубали леса, сеяли зерновые культуры, выращивали овощи, занимались скотоводством. В 1949 году колхоз «Волна революции» и колхоз имени Чапаева (поселок Гродеково) объединились в колхоз имени Сталина. Колхоз просуществовал до 1960 года, затем был преобразован в совхоз.
В 1970 году был образован совхоз «Откормочный». Был построен новый клуб, магазин, детский садик, медицинский пункт.

## Население
| 2002 | 2010 |
| ---- | ---- |
| 444  | ↘422 |